# Astochia completa
Astochia completa är en tvåvingeart som först beskrevs av Becker 1926.  Astochia completa ingår i släktet Astochia och familjen rovflugor. Inga underarter finns listade i Catalogue of Life.